# Eifel
L'Eifel è un altopiano della Germania, appartenente al Massiccio scistoso renano, situato tra i Länder (Stati federati della Germania) Renania-Palatinato e Renania Settentrionale-Vestfalia, al confine con il Belgio e il Lussemburgo. 

## Descrizione

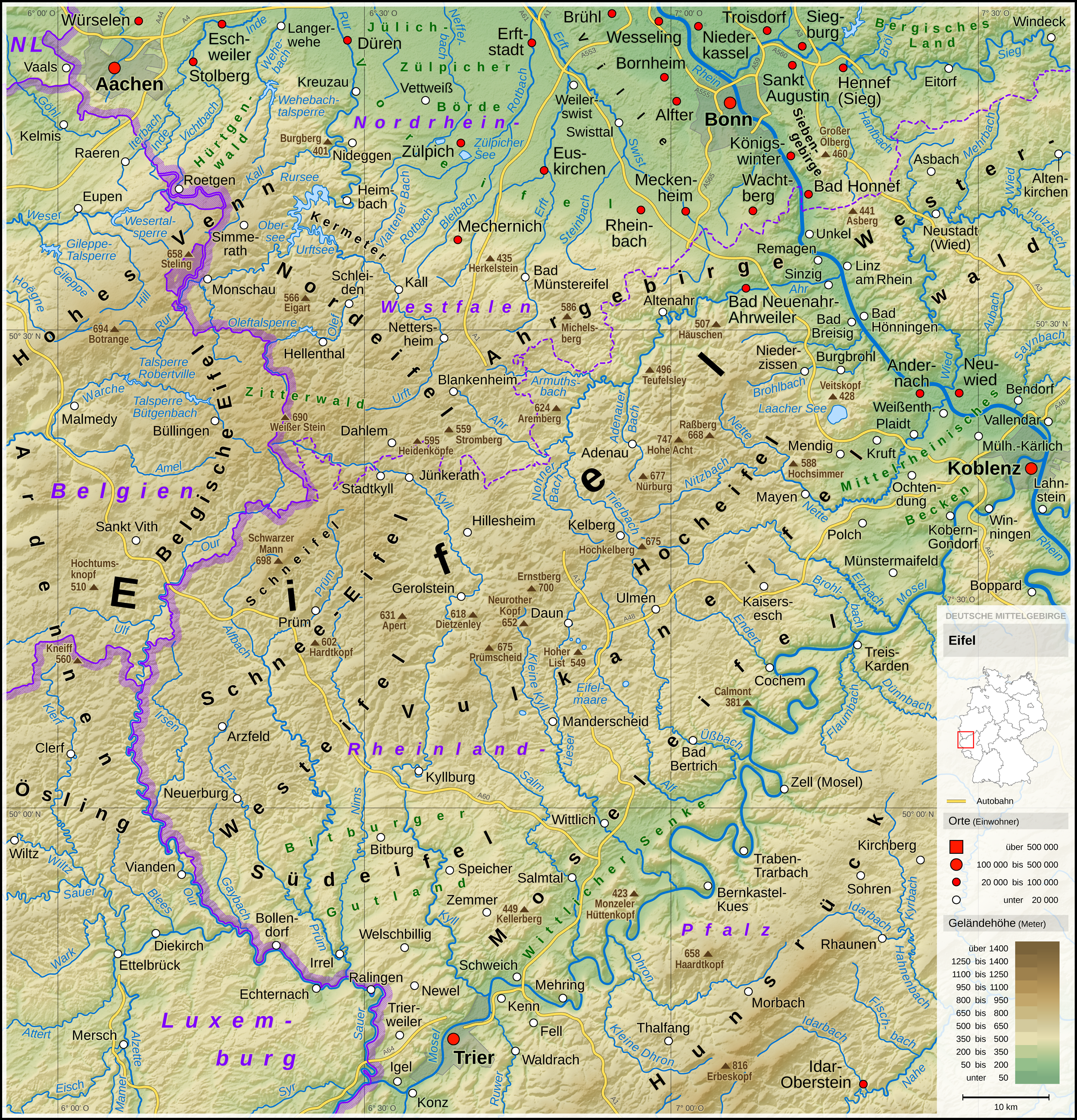
Cartina topografica

È compreso tra il medio corso del fiume Reno a oriente, le Ardenne a occidente e la Mosella a sud. A nord dell'Eifel si trova la città di Aquisgrana, e a sud la città di Treviri. La montagna più alta dell'Eifel è l'Hohe Acht (747m). Tipici dell'Eifel sono i Maar: crateri vulcanici a sezione generalmente circolare occupati da piccoli laghi.
Il clima è continentale, caratterizzato da temperature invernali abbastanza fredde. I terreni sono alquanto poveri, tranne quelli situati nella zona vulcanica orientale. Intorno al Laacher See, uno dei maare di maggiori dimensioni; è tuttavia sviluppato il turismo.
L'altopiano dà il nome all'acquedotto Eifel (I secolo), di costruzione romana, che riforniva di acqua la città di Colonia nei primi tre secoli. Sempre da questo altopiano sgorgano le acque vendute dalla Gerolsteiner Brunnen, la principale azienda tedesca nel settore dell'acqua minerale.
Questa zona ospita la famosa cittadina di Nürburg, conosciuta da tutti gli appassionati di motori per la presenza del celebre circuito del Nürburgring.
La famiglia di Alexandre Gustave Eiffel, dall'originario cognome Bönickhausen, era originaria di Marmagen, emigrò a Parigi all'inizio del XVIII secolo. Un antenato, ritenendo il proprio cognome difficilmente pronunciabile dai francesi, aggiunse il termine dit Eiffel al cognome, derivante dalla regione natia, e solo successivamente rimase il solo il nome "Eiffel".
La serie televisiva tedesca Homicide Hills - Un commissario in campagna è ambientata nella città immaginaria di Hengasch, sull'altopiano di Eifel.

## Galleria d'immagini

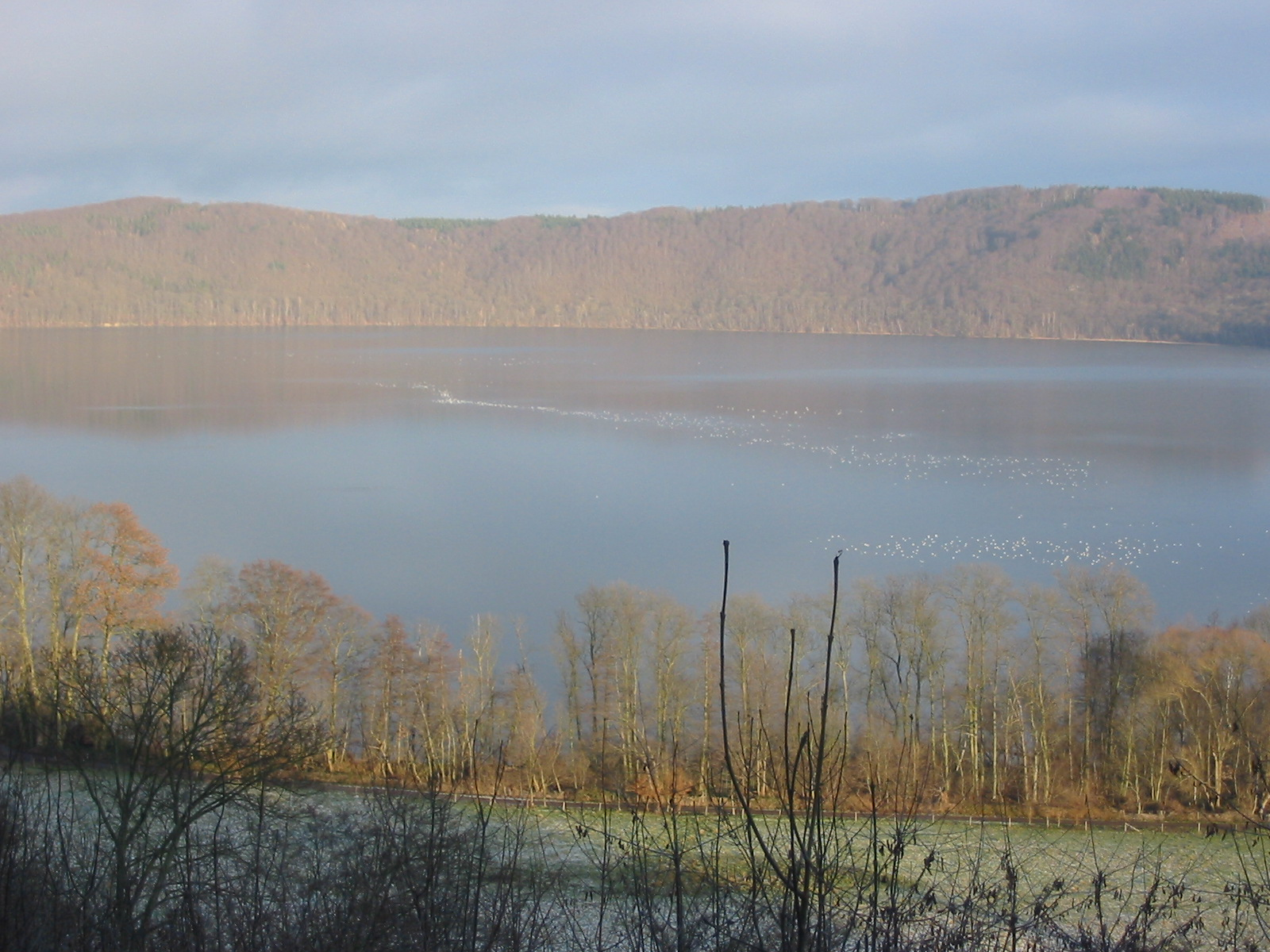
un lago
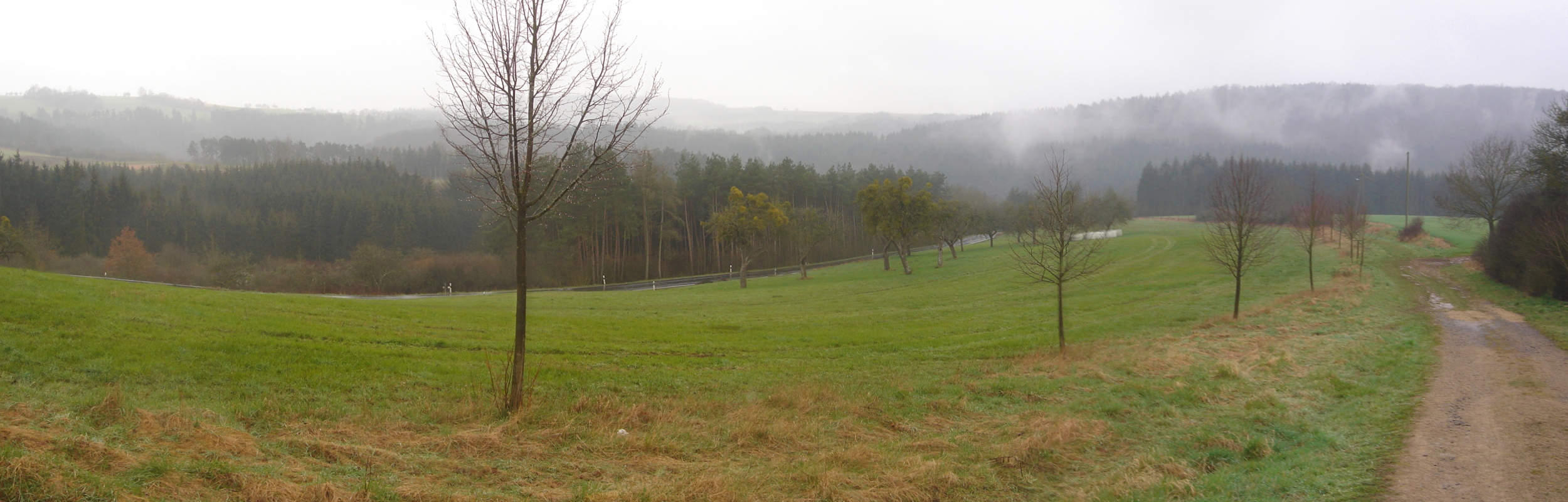
paesaggio tipico
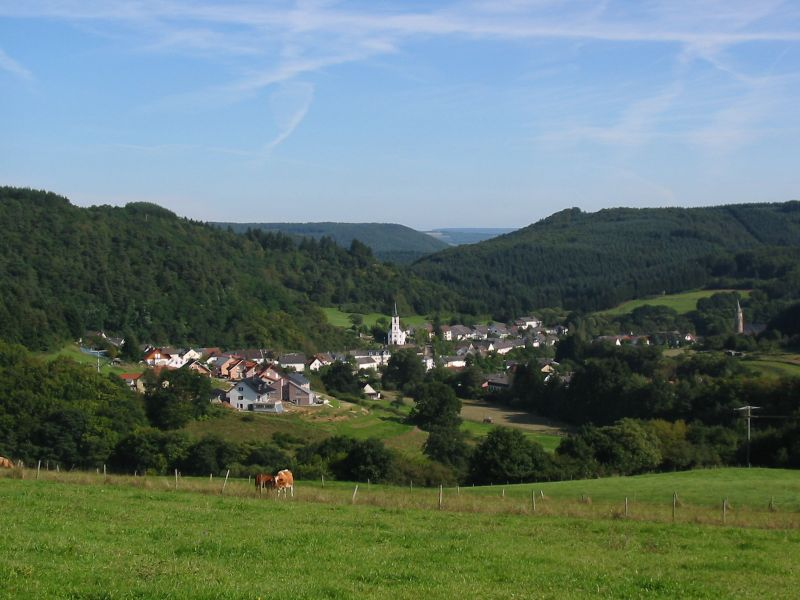
villaggio